# Norges bymæssige bebyggelser
Dette er en sorterbar tabel over Norges bymæssige bebyggelser

## Tabeloversigt
Folketal fra 4. november 2019. Folketallet er opgjort pr. 1. januar 2007 og 1. januar 2008.
| Bymæssig bebygg.      | Folketal 4.11.2019 | Folketal 1.1.2008 | Folketal 1.1.2007 | Ind- byggere pr. kvadrat km | Kommune                                                                   | Folketal inden for byområdet i hver enkelt kommune 1.1.2008     | Bemærkninger                                               |
| --------------------- | ------------------ | ----------------- | ----------------- | --------------------------- | ------------------------------------------------------------------------- | --------------------------------------------------------------- | ---------------------------------------------------------- |
| Oslo                  | 1.019.413          | 856.915           | 839.423           | 3.766                       | Oslo Bærum Asker Lillestrøm Lørenskog Nordre Follo Rælingen Nittedal Lier | 676.813 114.186 67.622 56.655 39.735 38.200 14.197 10.747 2.252 |                                                            |
| Bergen                | 257.087            | 250.000           | 220.418           | 2.944                       | Bergen                                                                    | 257.087                                                         |                                                            |
| Stavanger/Sandnes     | 225.020            | 185.913           | 181.280           | 2.837                       | Stavanger Sandnes Sola Randaberg                                          | 131.743 62.298 21.370 9.609                                     |                                                            |
| Trondheim             | 186.364            | 156.794           | 152.845           | 3.202                       | Trondheim                                                                 | 186.364                                                         |                                                            |
| Fredrikstad/Sarpsborg | 113.622            | 100.458           | 99.227            | 1.956                       | Fredrikstad Sarpsborg                                                     | 66.857 46.765                                                   |                                                            |
| Drammen               | 107.930            | 94.901            | 93.006            | 2.299                       | Drammen Lier Øvre Eiker Røyken Sande                                      | 81.561 12.510 9.089 4.241 528                                   |                                                            |
| Porsgrunn/Skien       | 93.255             | 85.812            | 85.408            | 1.756                       | Porsgrunn Skien Bamble                                                    | 33.813 49.265 10.177                                            |                                                            |
| Kristiansand          | 87.036             | 65.636            | 64.930            | 2.416                       | Kristiansand                                                              | 87.036                                                          |                                                            |
| Tromsø                | 67.873             | 53.622            | 53.042            | 3.056                       | Tromsø                                                                    | 67.873                                                          |                                                            |
| Ålesund               | 53.234             | 45.902            | 45.299            | 1.877                       | Ålesund Sula                                                              | 44.518 8.716                                                    |                                                            |
| Tønsberg              | 52.419             | 46.862            | 46.091            | 1.981                       | Tønsberg Færder                                                           | 35.066 17.353                                                   |                                                            |
| Moss                  | 47.135             | 40.309            | 40.217            | 2.191                       | Moss Vestby                                                               | 40.934 6.201                                                    | Moss som tettsted inkluderer fra 2007 Son og Store Brevik. |
| Haugesund             | 45.040             | 42.112            | 41.183            | 2.172                       | Haugesund Karmøy                                                          | 36.332 8.708                                                    |                                                            |
| Sandefjord            | 44.368             | 40.211            | 39.849            | 1.857                       | Sandefjord                                                                | 44.368                                                          |                                                            |
| Arendal               | 43.515             | 32.103            | 31.442            | 1.397                       | Arendal Grimstad                                                          | 37.406 6.100                                                    |                                                            |
| Bodø                  | 41.720             | 36.073            | 35.618            | 2.944                       | Bodø                                                                      | 41.720                                                          |                                                            |
| Hamar                 | 27.947             | 29.808            | 29.479            | 2.012                       | Hamar Ringsaker Stange                                                    | 25.838 2.007 102                                                |                                                            |
| Halden                | 25.708             | 22.688            | 22.339            | 1.819                       | Halden                                                                    | 25.708                                                          |                                                            |
| Larvik                | 24.647             | 23.577            | 23.359            | 1.810                       | Larvik                                                                    | 24.647                                                          |                                                            |
| Harstad               | 21.070             | 19.470            | 19.573            | 1.865                       | Harstad                                                                   | 21.070                                                          |                                                            |
| Lillehammer           | 20.580             | 19.922            | 19.638            | 1.816                       | Lillehammer                                                               | 20.580                                                          |                                                            |
| Molde                 | 21.103             | 19.217            | 18.631            | 2.324                       | Molde                                                                     | 21.103                                                          | Molde som tettsted inkluderer fra 2008 Røbekk.             |
| Kongsberg             | 22.219             | 18.565            | 18.136            | 1.629                       | Kongsberg                                                                 | 22.219                                                          |                                                            |
| Gjøvik                | 20.589             | 18.424            | 17.987            | 1.630                       | Gjøvik                                                                    | 20.589                                                          |                                                            |
| Askøy                 | 22.088             | 18.054            | 17.754            | 1.666                       | Askøy                                                                     | 22.088                                                          |                                                            |
| Horten                | 20.504             | 17.966            | 17.940            | 2.368                       | Horten                                                                    | 20.504                                                          |                                                            |
| Mo i Rana             | 18.899             | 17.750            | 17.830            | 1.589                       | Rana                                                                      | 18.899                                                          |                                                            |
| Kristiansund          | 18.273             | 16.854            | 16.820            | 2.204                       | Kristiansund                                                              | 18.273                                                          |                                                            |
| Jessheim              | 20.016             | 14.632            | 13.385            | 2.765                       | Ullensaker                                                                | 20.016                                                          |                                                            |
| Hønefoss              | 16.055             | 14.177            | 13.930            | 1.764                       | Ringerike                                                                 | 16.055                                                          |                                                            |
| Narvik                | 14.148             | 13.958            | 13.944            | 2.085                       | Narvik                                                                    | 14.148                                                          |                                                            |
| Alta                  | 15.342             | 13.344            | 13.128            | 1.630                       | Alta                                                                      | 15.342                                                          |                                                            |
| Elverum               | 15.117             | 13.295            | 13.051            | 1.328                       | Elverum                                                                   | 15.117                                                          |                                                            |
| Askim                 | 14.488             | 12.884            | 12.696            | 1.927                       | Askim                                                                     | 14.488                                                          |                                                            |
| Ski                   | 19.546             | 12.934            | 12.687            | 2.030                       | Nordre Follo Ås                                                           | 13.262 6.284                                                    |                                                            |
| Drøbak                | 13.393             | 12.239            | 11.853            | 2.196                       | Frogn                                                                     | 13.393                                                          |                                                            |
| Steinkjer             | 11.443             | 11.338            | 11.137            | 1.327                       | Steinkjer                                                                 | 11.443                                                          |                                                            |
| Nesoddtangen          | 11.420             | 11.285            | 11.083            | 1.655                       | Nesodden                                                                  | 11.420                                                          |                                                            |
| Kongsvinger           | 11.394             | 11 181            | 11.125            | 1.358                       | Kongsvinger                                                               | 11.394                                                          |                                                            |
| Leirvik               | 11.342             | 11.237            | 11.143            | 1.341                       | Stord                                                                     | 11.342                                                          |                                                            |
| Vennesla              | 11.289             | 11.057            | 11.009            | 1.331                       | Vennesla Kristiansand                                                     | 9.361 1.928                                                     |                                                            |
| Stjørdalshalsen       | 10.638             | 10.494            | 10.227            | 1.461                       | Stjørdal                                                                  | 10.638                                                          |                                                            |
| Mandal                | 10.512             | 10.372            | 10.281            | 1.553                       | Mandal                                                                    | 10.512                                                          |                                                            |
| Grimstad              | 10.454             | 10.133            | 9.973             | 1.071                       | Grimstad                                                                  | 10.454                                                          |                                                            |

## Ændringer i rækkefølge fra 1.1.2008
I løbet af 2007 har de fleste tettsteder i Norge med et folketal på over 10.000 øget deres befolkningsgrundlag yderligere. Men nogen forøger sit folketal mere end andre, og dette har medført ændringer i rekkefølgen: 
Sandefjord har passeret Moss.
Askøy har passeret Mo i Rana og Horten.
Jessheim, Narvik og Hønefoss har byttet plads.
Kongsvinger har passeret Leirvik.

## Definition af bymæssige bebyggelse
Norges statistiske kontor definerer en bymæssig bebyggelse således:
1. En samling huse skal registreres som en bymæssig bebyggelse, dersom der bor mindst 200 personer
2. Afstanden mellem husene må normalt ikke overstige 50 meter. Det er tilladt med en skønsmæssig afvigelse fra afstandskriteriet i områder, som ikke skal eller kan bebygges. Dette kan f.eks. være parker, idrætsanlæg, industriområder eller naturlige hindringer som elver eller dyrkbare områder. Husklynger, som naturligt hører med til bebyggelsen medtages indtil en afstand af 400 meter fra fra den bymæssige bebyggelses kerneområde og indgår i den som en satellit til selve kernebebyggelsen.
3. Bymæssige bebyggelser er geografiske områder, som har en dynamisk afgrænsning, hvorfor deres antal og ydergrænser ændrer sig i tidens løb som følge af byggeaktivitet og befolkningsudvikling.
4. De bymæssige bebyggelser afgrænses uafhængigt af de administrative grænser i øvrigt.

## Byer versus bymæssige bebyggelser
Begrebet bymæssig bebyggelse tager ikke hensyn til bybegrebet og bør derfor ikke forveksles med dette. Nogle bymæssige bebyggelser har bystatus, mens andre enten ikke har det eller omfatter flere delområder med bystatus. Askøy bymæssige bebyggelse har eksempelvis ikke bystatus, men er tilknyttet byen Bergen på den anden side av Askøybroen, mens den bymæssige bebyggelse Oslo blandt andet omfatter tre delområder med bystatus (Oslo, Sandvika og Lillestrøm), og Porsgrunn/Skien omfatter hele fem delområder med bystatus (Skien, Porsgrunn, Brevik, Stathelle og Langesund). I de tilfælde, hvor en bymæssig bebyggelse også er en by, er det heller ikke nødvendigvis sådan, at selve byen er sammenfaldende med den bymæssige bebyggelse. Eksempelvis krer bydelsen Arna i Bergen by ikke regnet med i Bergens bymæssige bebyggelse. En bymæssig bebyggelse kan derfor både omfatte flere byer og kun dele af en by, udelukkende afhængigt af de kriterier, som ligger til grund for den statistiske definition.